# Curt Singer
Curt Singer (hebräisch קורט סינגר; * 27. Februar 1905 als Kurt Singer in Karlsbad, Königreich Böhmen; † 10. April 1989 in Nir Oz, Israel) war ein jüdischer Maler der Verschollenen Generation. Sein Vater war der Kaufmann und Kunsthändler Victor Singer. Seine Mutter war Bertha Singer, geb. Heller, die in Hamburg eine Korsettmanufaktur betrieb. Die Eltern zogen 1905, also im Jahr der Geburt ihres Sohnes, von Karlsbad nach Hamburg.

## Leben

### In Deutschland (1905 bis 1935)
Curt Singer wuchs in Hamburg-Altona in der Oberstraße 1 auf und machte 1922 sein Abitur. Seine Malerkarriere startete er zunächst als Autodidakt, denn von 1924 bis 1926 studierte er Philosophie, Nationalökonomie und Kunstgeschichte an der Universität Hamburg – war aber bereits zu dieser Zeit als Maler tätig. Mit einem Stipendium der Amsinck-Stiftung bereiste er 1927/28 die Niederlande und Frankreich und lebte auch einige Zeit in Paris. 1929 nahm er an der Ausstellung des Altonaer Künstlervereins teil und erhielt einen Geldpreis. Zudem kaufte die Stadt Hamburg eines seiner Gemälde an. Erst 1930 begann er ein Kunststudium an der Berliner Kunsthochschule und unterrichtete nach seinem Abschluss 1932 an der Hamburger Kunstgewerbeschule Kunsthandwerk und Malerei. Er war Mitglied der Hamburgischen Künstlerschaft und nahm an deren Ausstellungen teil. Noch im Januar 1933 erwarb die Hamburger Senatskommission ein weiteres seiner Gemälde mit dem Titel Alsterdamm zum Preis von 200 Mark. Dieses Gemälde befindet sich heute in der Sammlung der Hamburger Kunsthalle. Schon kurz danach wurde er zu Beginn der Zeit des Nationalsozialismus im April 1933 wegen seiner jüdischen Abstammung aus der Hamburger Künstlerschaft ausgeschlossen.

### In Israel (1935 bis 1989)
Nach seiner Ausgrenzung als jüdischer Künstler und der Entfernung aller jüdischen Lehrer aus dem Schuldienst im Jahre 1934 sah Curt Singer möglicherweise keine Perspektive mehr für sich in Deutschland und wanderte im August 1935 ins Völkerbundsmandat für Palästina aus. Er wurde Mitglied im Kibbuz Chefziba und arbeitete dort im Weinanbau. In dieser Zeit malte er kaum und heiratete Erna Goldstein, geb. Schield. 1943 zog er mit seiner Frau und seiner Tochter Lavie nach Jerusalem, wo er ab 1955 mit seiner Familie im Stadtteil En Kerem lebte, einem kleinen Bergdorf. Curt Singer war einer der Gründer des Künstlerhauses in Jerusalem. Erst 1957 widmete er sich wieder ganz der Malerei. Viele seiner Landschaften und Stillleben wurden in En Kerem gemalt. 1982 zog Curt Singer mit seiner Frau zu seiner Tochter in den Kibbuz Nir Oz im Süden Israels, nahe der Negevwüste. Dort verstarb er am 10. April 1989. Seine Eltern und seine ältere Schwester Hannah flüchteten 1938 von Hamburg über England nach Australien und haben den Holocaust ebenfalls überlebt.

## Künstlerische Rezeption
Curt Singer verfügte über Beobachtungs- und Zeichenfähigkeiten, die es ihm ermöglichten, mit scharfem Blick menschliche Situationen und Eindrücke aus der Natur spontan und mit äußerster Leichtigkeit wahrzunehmen. Singers prüfender Blick reagiert ehrlich auf die Eindrücke, die sich ihm offenbaren, und er überträgt sie gekonnt auf seine Werke. Seine Malthemen basieren auf seinen Eindrücken von ländlichen Gegenden, was die persönliche Verbindung zur einzigartigen Atmosphäre des Landes und seiner Landschaften betont. Er stellt die verschiedenen Ethnien, Religionen und Schattierungen dar, die das israelische Mosaik ausmachen. Singer malte seine Bilder mit großer Sensibilität und Bescheidenheit und verlieh seinen Gemälden gleichzeitig Leben und Dynamik. Seine Farbpalette ist hell und klar und verleiht seinen Gemälden Licht und Atmosphäre. Singers Vision ist idyllisch und optimistisch. Dies spiegelt sich auch in seinen Darstellungen der Stadt Jerusalem, in der er viele Jahre lebte und arbeitete.

## Werke
- Jerusalem, 1973, Aquarell, 45 × 66 cm[1]
- Personen in der Altstadt, 1968, Öl auf Leinwand, 55 × 82 cm[3]
- En Kerem zwischen den Zweigen, 1964, Öl auf Leinwand, 75 × 56 cm[3]
- Personen im Café, 1963, Öl auf Leinwand, 75 × 56 cm[3]
- Warten auf den Bus, 1963, Öl auf Leinwand, 75 × 56 cm[3]
- Geflügel-Stillleben, 1928, Öl auf Leinwand, 43 × 60 cm[1]

## Einzelausstellungen
- 2004: Curt Singer – Paintings, Aharon Chelouche House, Neve Tzedek, Tel Aviv.
- 2002: Curt Singer Retrospective, The White House in Khirbet Ma'ayan, Kibbutz Nir Oz Art Gallery
- 1990: Gouache paintings, David Gallery, Jerusalem
- 1968: Mein Weg zur Ölmalerei, Künstlerhaus, Jerusalem
- 1966: Nora Gallery, Jerusalem
- 1962: 29 watercolors and gouache paintings, Nora Gallery, Jerusalem
- 1957: Nora Gallery, Jerusalem
- 1955: Oil paintings, watercolors and drawings, Nora Gallery, Jerusalem
- 1954: The Artists House, Jerusalem
- 1943: Oil paintings, Schlosser Art Gallery, Jerusalem
- 1934: Galerie Fischer, Prag
- 1932: Hamburger Kunsthalle

## Gruppenausstellungen
- 2013: Nachtmahre und Ruinenengel – Hamburger Kunst 1920 bis 1950 – Werke aus der Sammlung  Maike Bruhns
- 1991: Spring Exhibition 1991, David Gallery, Jerusalem.
- 1967: Artists in Israel for the Defense, Helena Rubinstein Pavilion, Tel Aviv Museum of Art
- 1966: General Exhibition – Jerusalem Artists, Artists House, Jerusalem
- 1958: The Spring Exhibition of Jerusalem Artists, Artists House, Jerusalem
- 1955: Artists of Jerusalem, Artist Pavillion, Tel-Aviv
- 1952: Ausstellung zum 20-jährigen Jubiläum der Museumsgründung, Kunstmuseum, Tel Aviv
- 1951: Jerusalemer Künstler vor dem 23. Zionistenkongress, Künstlerhaus, Jerusalem
- 1950: Künstlerhaus, Jerusalem
- 1943: Die Ausstellung der Drei – mit A.H. Kahn und Ozer Shabbat, Kunstmuseum, Tel Aviv
- 1928: Ottilie Reylaender, Curt Singer und Emil Smid, Hamburger Kunstverein
- 1927: Ausstellung Hamburger Kunst der Hamburger Künstlerschaft im Kunstverein Hamburg

## Anmerkung
1. ↑  Die Kunsthistorikerin Maike Bruhns nannte ursprünglich als Todesursache „Freitod 1938 in Paris“. Neue Forschungen haben ergeben, dass Curt Singer 1935 nach Israel ausgewandert und 1989 dort verstorben ist.